# 紅軍區 (濱海邊疆區)

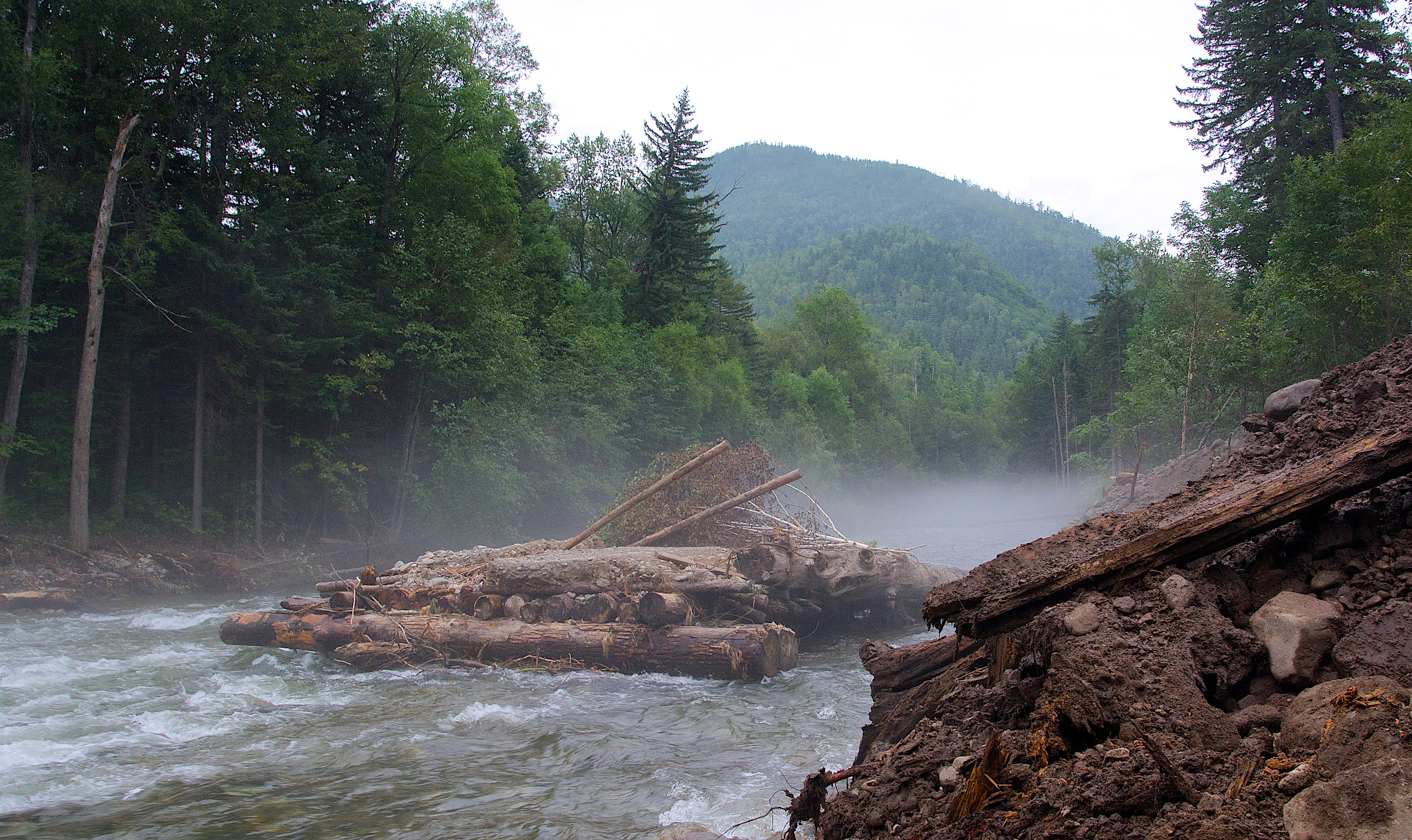

45°45′N 135°30′E / 45.750°N 135.500°E
紅軍區（俄语：Красноармейский район），是俄羅斯的一個區，位於該國東南部，由濱海邊疆區負責管轄，始建於1935年3月23日，面積20,603.4平方公里，2010年人口18,537，人口密度每平方公里0.9人。